# Corral de la Veleta
Der Corral de la Veleta (auch Corral del Veleta) war bis zu seinem Verschwinden in der Mitte des 20. Jahrhunderts der südlichste Gletscher Europas und lag nahe dem 3396 m hohen Pico del Veleta, dem zweithöchsten Gipfel der Sierra Nevada im Süden Spaniens. Heute ist der Boden im Bereich des Corral de la Veleta noch von Permafrost geprägt, eine dauerhafte Eisdecke fehlt jedoch.